# Оленина-д’Альгейм, Мария Алексеевна
Мари́я Алексе́евна Оле́нина-д’Альге́йм (урождённая Оленина, по мужу д’Альгейм; 19 сентября (1 октября) 1869, имение Истомино Рязанской губернии (ныне посёлок Крутоярский Касимовского района Рязанской области) — 26 августа 1970, Москва) — русская камерная певица (меццо-сопрано). Основоположница русской школы камерного исполнительства, организатор «Дома песни» в Москве (1908) с целью повышения популярности вокальной музыки. Внучка П. А. Оленина, правнучка А. Н. Оленина.

## Биография
Родилась в семье Алексея Петровича Оленина, в 1882 назначенного директором Строгановского художественного училища. Мать — Варвара Александровна, дочь А. П. Бакунина, лицейского друга А. С. Пушкина. Братья — композитор и пианист А. Оленин; писатель, режиссёр и актёр П. Оленин-Волгарь. Сестра — художница В. Оленина.
С юных лет стала обучаться пению, в течение трёх месяцев проходила обучение в Петербурге у Ю. Платоновой. В 1886 году произошло знакомство Марии Олениной с композиторами П. И. Чайковским, Ц. А. Кюи, Н. А. Римским-Корсаковым, А. К. Лядовым, А. К. Глазуновым, предопределившее судьбу девушки.
Дебютировала как камерная певица в Москве, в концерте Керзинского кружка любителей русской музыки (1891). Была выдающейся исполнительницей и пропагандисткой вокального творчества композиторов «Новой русской музыкальной школы», особенно М. П. Мусоргского. В 1896 году впервые выступила в Париже и Брюсселе.
В 1908 году совместно с мужем Петром Ивановичем д’Альгеймом (он же Pierre d’Alheim) организовала в Москве «Дом песни» с целью пропаганды камерной вокальной музыки. В этом же году в Париже была опубликована её работа «Заветы М. П. Мусоргского» (Le Legs de Moussorgski; русский перевод, 1910).

Петербург слышал певиц с более сильным, пожалуй, более красивым голосом, с более совершенной, хотя и совсем не нужной колоратурой, но более талантливую — никогда!— Ц. А. Кюи
В 1910 году умерла единственная дочь Марии Алексеевны Марианна д’Альгейм (1892—1910). Она взяла на себя заботы о воспитании дочерей двоюродной сестры — Натальи и Анны Тургеневых.
В 1918 году из-за революции и тяжёлой болезни мужа уехала из России и поселилась в Париже, где продолжала концертную деятельность, организовала «Дом песни», проводивший концерты русской музыки, творческие вечера русских поэтов (В. Брюсова, А. Белого). Ей посвящено стихотворение Александра Блока «Тёмная, бледно зелёная…».
Вела концертную деятельность: гастролировала по городам Франции, Норвегии, пропагандируя творчество М. Мусоргского и других русских композиторов (Глинки, Даргомыжского), в 1926 — выступала в СССР (Москва, Ленинград). Последний концерт певицы состоялся в 1942 году в Париже в возрасте 73 лет.
В годы оккупации Франции нацистской Германией была участницей движения Сопротивления (в частности, прятала в своей парижской квартире евреев).
После войны вела активную общественную деятельность, будучи членом Французской Коммунистической партии (с 1946), членом Совета мира Франции, членом общества «СССР — Франция» и Союза французских женщин.
В 1959 году вернулась в СССР и жила в Москве. По свидетельству её биографа Александра Туманова, в конце жизни работала над рукописью воспоминаний К далёким берегам, «которую она хотела опубликовать, не понимая, насколько это было невозможно из-за многословия и непоследовательностей в её тексте». Рукопись эта хранится во Всероссийском Музейном объединении музыкальной культуры имени М. И. Глинки.
Скончалась в 1970 году на 101-м году жизни. Похоронена на Ваганьковском кладбище.